# Dobbe (Adelsgeschlecht)

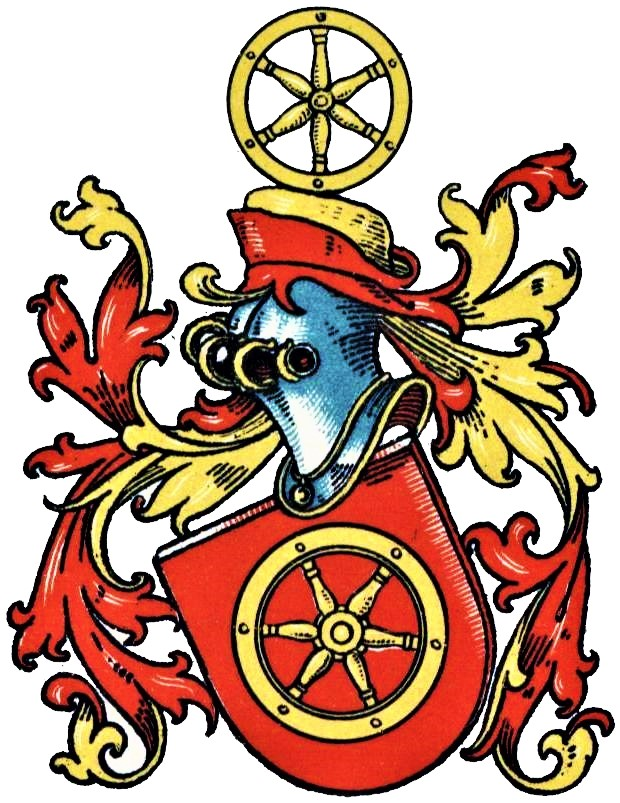
Wappen derer von Dobbe im Wappenbuch des Westfälischen Adels

Dobbe ist der Name eines westfälischen Adelsgeschlechts.
Die hier behandelte Familie ist von dem ebenfalls westfälischen, aber nicht verwandten Adelsgeschlecht Dobber zu unterscheiden.

## Geschichte
Das Geschlecht war ein Rittergeschlecht der Grafschaft Mark, dem das Erbmarschallamt des Stifts Essen zustand. Anton Fahne vermutet aufgrund der Wappenähnlichkeit, wie bei den Berchem, eine Abstammung von den Syberg.
Die Familie hatte Besitz in Westfalen und am Niederrhein. In Westfalen waren dies Avergut bei Kornharpen (urkundl. 1451–1633), Erlenkamp bei Flerke (1344), Hecket (Essen) (1668), Haus Heeren (1271), Hennen (1340), Hordel (1668–1725), Husen bei Herdecke (1347), Haus Knippenburg (1668), Haus Lyren (1421–1725), Haus Rauental (1725), Haus Vogelsang (1451–1601) und Burg Werdringen (1421). Am Niederrhein kamen Ganseberg und Spickerhof bei Hünxe (Kreis Dinslaken) (1497) hinzu.
Erstmals tritt das Geschlecht im Jahr 1230 mit Johannes Dobbo in Dortmund auf, wo die Familie Bürgermeister und Ratsherren stellte. Des verstorbenen Johannes Sohn Rabodo (filius quondam Jobis Dobbonis) erscheint 1253. Ritter Friedrich Dobbe war um 1300 Burgmann zu Waldenberg und bekam um 1330 vom Grafen von Arnsberg den Zehnten und Hof Westwic bei Kamen als Lehen verliehen. 1340 wird Bernd Dobbe erwähnt. 1344 erhielt dieser vom Grafen von Limburg den Erlenkamp zu Flerke (Flirick). Wilhelm Dobbe zu Vogelsang wurde 1451 mit dem Avergut zu Kornharpen belehnt. Wilhelm Dobbe zu Lyren, seine Frau und seine Erben verkauften 1497 vor dem Gericht Bochum ihre Ansprüche an Haus Ganseberg und dem Spickerhof im Gericht Hünxe an Bernhard von Hüchtebrock.
Die Familie erlosch im Mannesstamm mit dem Tod von Johann Werner Diedrich von Dobbe am 3. Mai 1795.

## Persönlichkeiten
- Hermann von Dobbe (1550–1627), Domherr in Münster
- Johann Dobbe († 1530), Domherr in Münster
- Johannes Dobbe († 1506), Domherr in Münster
- Rotger Dobbe († 1531), Domherr und Domscholaster in Münster
- Elisabeth Dobbe († 1618), 1594–1618 Äbtissin des Frauenstifts St. Quirin in Neuss

## Wappen
Blasonierung im Wappenbuch des Westfälischen Adels: In Rot ein sechsspeichiges goldenes Rad. Auf dem Helm das Rad über einem goldenen, rot aufgeschlagenen Turnierhut. Die Helmdecken sind rot-golden.